# Daihatsu J
Daihatsu J — серия рядных четырёхцилиндровых двигателей внутреннего сгорания, выпускавшихся с августа 1994 по август 2012 года японской компанией Daihatsu. J — единственный рядный четырёхцилиндровый двигатель для кей-каров Daihatsu, впервые представленный в сентябре 1994 года на Daihatsu Mira L502.
От других двигателей Daihatsu двигатель J отличается плавным вращением, низким уровнем шума, меньшей вибрацией и достаточно увеличенной мощностью в своём классе (с турбонаддувом). В отличие от рядных трёхцилиндровых двигателей, объём цилиндра которых составляет ±220 см3, ход поршня короткий, а объём цилиндра составляет 164,75 см3.
31 августа 2012 года, когда завершилось производство первого поколения Daihatsu Copen, двигатель Daihatsu J также был снят с производства. Компания Daihatsu объявила, что в будущем интегрирует двигатели для кей-каров в рядные трёхцилиндровые (EF).

## Технические характеристики
Daihatsu J — рядный четырёхцилиндровый 16-клапанный двигатель с клапанным механизмом DOHC, системой электронного впрыска топлива и водяным охлаждением. Диаметр цилиндра и ход поршня составляют 61,0 мм х 56,4 мм, а рабочий объём — 659 см3. Распредвал приводится в движение цепью ГРМ.
Двигатель JC-DET, основанный на турбодвигателе JB-JL, устанавливался на M112S Daihatsu Storia X4. Его рабочий объём увеличен до 713 см3, а ход поршня удлинён до 61,0 мм.

### JB-EL
JB-EL — рядный четырёхцилиндровый 16-клапанный атмосферный двигатель с клапанным механизмом DOHC, системой электронного впрыска топлива и водяным охлаждением. Диаметр цилиндра и ход поршня составляют 61,0 мм x 56,4 мм, степень сжатия — 10,0, мощность — 43 кВт (57 л. с.) при 7600 об/мин, а крутящий момент — 57 Н⋅м при 5600 об/мин.
Применения:
- L502 Daihatsu Mira

### JB-JL
JB-JL — рядный четырёхцилиндровый 16-клапанный двигатель с клапанным механизмом DOHC, турбонаддувом, интеркулером, системой электронного впрыска топлива и водяным охлаждением. Диаметр цилиндра и ход поршня составляют 61,0 мм x 56,4 мм, степень сжатия — 8,7, мощность — 47 кВт (63 л. с.) при 7500 об/мин, а крутящий момент — 100 Н⋅м при 4000 об/мин.
Применения:
- L502/512S Daihatsu Mira
- L602S Daihatsu Move

### JB-DET
JB-DET — рядный четырёхцилиндровый 16-клапанный двигатель с клапанным механизмом DOHC, турбонаддувом, интеркулером, системой электронного впрыска топлива и водяным охлаждением. Диаметр цилиндра и ход поршня составляют 61,0 мм x 56,4 мм, степень сжатия — 8,2, мощность — 47 кВт (63 л. с.) при 6000 об/мин, а крутящий момент — 100—107 Н⋅м при 3200—3600 об/мин.
Применения:
- L152S Daihatsu Move
- L802S Daihatsu Opti
- L902/912S Daihatsu Move
- L952/962S Daihatsu Max

### JB-DET (с двойным турбонаддувом)
JB-DET — рядный четырёхцилиндровый 16-клапанный двигатель с клапанным механизмом DOHC, двойным турбонаддувом, системой электронного впрыска топлива и водяным охлаждением. Диаметр цилиндра и ход поршня составляют 61,0 мм x 56,4 мм, степень сжатия — 8,2, мощность — 47 кВт (63 л. с.) при 6000 об/мин, а крутящий момент — 110 Н⋅м при 3200 об/мин.
Применения:
- L800K Daihatsu Copen

### JC-DET
JC-DET — рядный четырёхцилиндровый 16-клапанный двигатель с клапанным механизмом DOHC, турбонаддувом, интеркулером, системой электронного впрыска топлива и водяным охлаждением. Диаметр цилиндра и ход поршня составляют 61 x 61 мм, степень сжатия — 8,0, мощность — 88 кВт (118 л. с.) при 7200 об/мин, а крутящий момент — 128 Н⋅м при 4800 об/мин.
Применения:
- M112S Daihatsu Storia X4